# Приход Куусалу

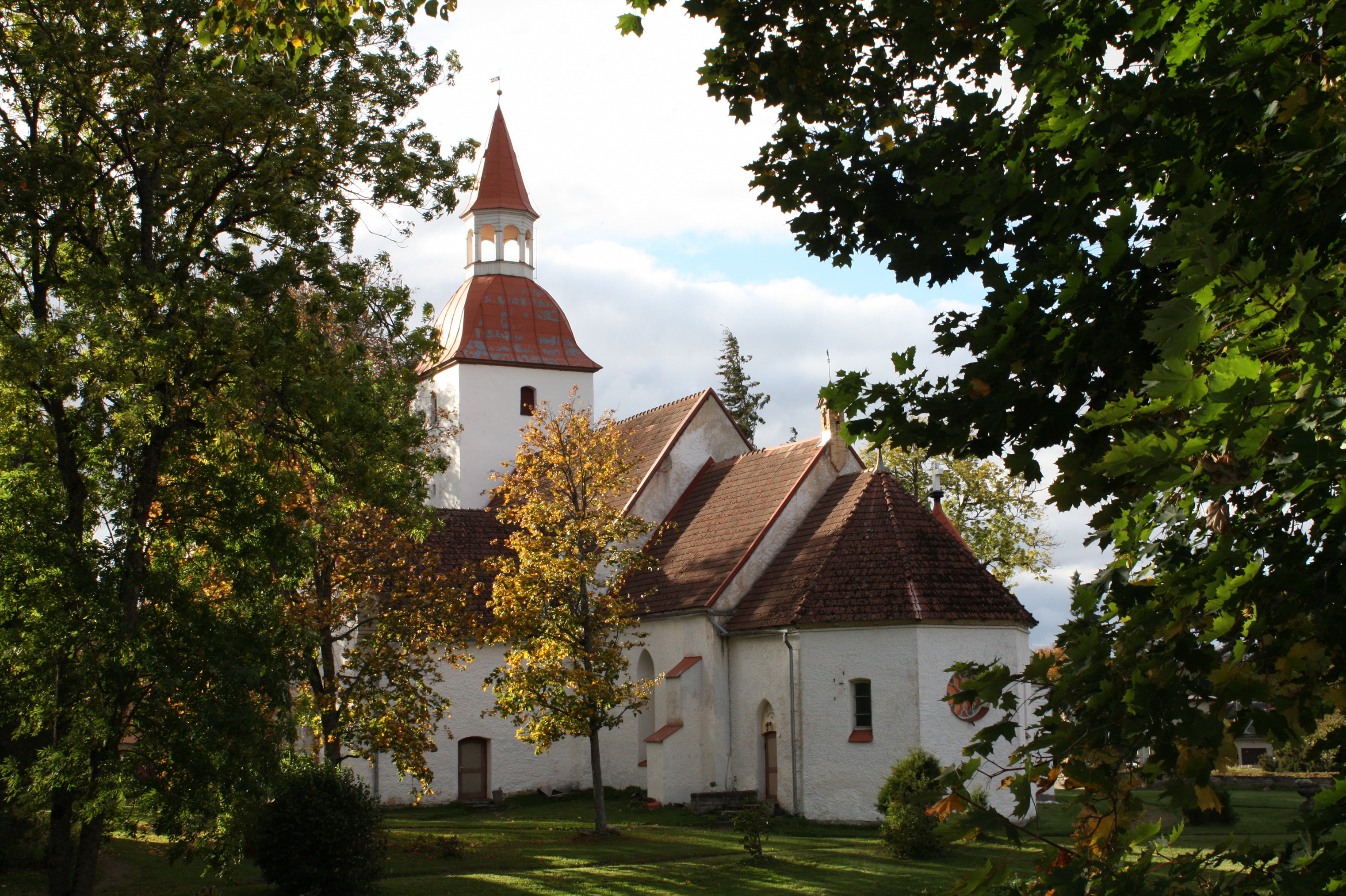
Церковь Куусалу

Прихо́д Ку́усалу (эст. Kuusalu kihelkond, нем. Kirchspiel Kusal) — административно-территориальная единица Эстонии, входившая в состав исторической области Харьюмаа. Во времена Российской империи носил название приход Ку́заль, Ку́зальский приход.
В состав прихода входили 10 мыз: 1 церковная мыза, 7 рыцарских мыз (дворянских имений), 1 побочная мыза и 1 городская мыза.
Центром прихода являлся пасторат Кузаль (Куусалу).

## Мызы
| Изображение | Оригинальное название                       | Приход         | Состояние      | Место нахождения | Архитектурный стиль | Название         | Примечания                         |
| ----------- | ------------------------------------------- | -------------- | -------------- | ---------------- | ------------------- | ---------------- | ---------------------------------- |
|             | эст. Kuusalu kirikumõis нем. Pastorat Kusal | Приход Куусалу | Сохранилась    | Куусалу          |                     | Пасторат Куусалу | церковная мыза                     |
|             | эст. Kiiu нем. Kida, Kyda                   | Приход Куусалу | Сохранилась    | Кийу             |                     | Мыза Кийу        | рыцарская мыза (дворянское имение) |
|             | эст. Kodasoo нем. Kotzum                    | Приход Куусалу | Сохранилась    | Кодасоо          | Классицизм          | Мыза Кодасоо     | рыцарская мыза (дворянское имение) |
|             | эст. Koitjärve нем. Koitjärw                | Приход Куусалу | Не сохранилась | Койтъярве        |                     | Мыза Койтъярве   | городская мыза                     |
|             | эст. Kõnnu нем. Könda                       | Приход Куусалу | Не сохранилась | Кынну            |                     | Мыза Кынну       | рыцарская мыза (дворянское имение) |
|             | эст. Kolga нем. Kolk                        | Приход Куусалу | Сохранилась    | Колга            | Классицизм          | Мыза Колга       | рыцарская мыза (дворянское имение) |
|             | эст. Kääniku нем. Känick                    | Приход Куусалу | Не сохранилась | Кяэнику          |                     | Мыза Кяэнику     | побочная мыза мызы Кодасоо         |
|             | эст. Loo нем. Neuenhof                      | Приход Куусалу | Не сохранилась |                  |                     | Мыза Лоо         | рыцарская мыза (дворянское имение) |
|             | эст. Suru нем. Surro                        | Приход Куусалу | Не сохранилась | Суру             |                     | Мыза Суру        | рыцарская мыза (дворянское имение) |
|             | эст. Valkla нем. Wallküll                   | Приход Куусалу | Сохранилась    | Валкла           |                     | Мыза Валкла      | рыцарская мыза (дворянское имение) |

## История возникновения
Приход Куусалу был основан в начале XIII века на месте восточных земель исторического прихода Репели (нем. Repeli), который находился рядом с лесами Кырвемаа.

## География
Приход полностью входит в состав современного Харьюмаа. Бо́льшая часть земель прихода находится в волости Куусалу, но некоторые его земли выходят за пределы волости. Небольшая часть прихода входит в состав волости Йыэляхтме и ещё один лесной участок, окружающий Койтъярве, находится в волости Ания. Названые последними области в древние времена и в средние века с большой вероятностью были безлюдны.